# Tainarys schini
Tainarys schini (лат.) — вид мелких полужесткокрылых насекомых рода Tainarys из семейства Aphalaridae.

## Распространение
Встречаются в Неотропике (Аргентина, Уругвай).

## Описание
Мелкие полужесткокрылые насекомые (длина около 2 мм). Внешне похожи на цикадок, задние ноги прыгательные. Голова и грудь жёлтые, спинка слегка зеленоватая, ямки чёрные. На переднеспинке четыре чёрных пятна, на эзопрескутуме два и на мезоскутуме четыре; мезоскутум также с двумя продольными полосами. 1-3-й членики усиков охристые, 4-8-й коричневые, 9 и 10-й чёрные. Грудь с двумя боковыми чёрными пятнами; наличник и среднегрудь коричневые. Ноги жёлтые. Передние крылья с желтоватой или сероватой перепонкой; жилки коричневые, передний край, жилки R+M+Cul, R1 и проксимальная часть Rs жёлтые. Брюшко сверху от жёлтого до коричневого, снизу светло-зелёного или жёлтого цвета. Передние перепончатые крылья более плотные и крупные, чем задние; в состоянии покоя сложены крышевидно. Антенны короткие, имеют 10 сегментов; на 4-м, 6-м, 8-м и 9-м члениках имеется по одному субапикальному ринарию. Голова широкая. Голени задних ног с короной из нескольких равных апикальных склеротизированных шпор.
Взрослые особи и нимфы питаются, высасывая сок растений. В основном связаны с растениями семейства анакардиевые: Schinus dependens, S. longifolia и другие. Вид был впервые описан в 1920 году французско-аргентинским биологом Juan Brèthes (1871—1928), а его валидный статус был подтверждён в ходе ревизии, проведённой в 2017 году швейцарским колеоптерологом Даниэлем Буркхардтом (Naturhistorisches Museum, Базель, Швейцария) и его бразильским коллегой Dalva Luiz de Queiroz (Коломбу, Парана, Бразилия).